# Campionati europei di atletica leggera 2022 - 400 metri piani maschili
La specialità dei 400 metri piani maschili dei campionati europei di atletica leggera 2022 si è svolta il 15, il 16 e il 17 agosto all'Olympiastadion di Monaco di Baviera, in Germania.

## Podio
| Pos.    | Atleta               | Nazionalità   | Tempo | Note                                     |
| ------- | -------------------- | ------------- | ----- | ---------------------------------------- |
| Oro     | Matthew Hudson-Smith | Gran Bretagna | 44"53 |                                          |
| Argento | Ricky Petrucciani    | Svizzera      | 45"03 | Miglior prestazione personale stagionale |
| Bronzo  | Alex Haydock-Wilson  | Gran Bretagna | 45"17 |                                          |

## Situazione pre-gara

### Record
Prima di questa competizione, il record del mondo (RM), il record europeo (EU) e il record dei campionati (RC) erano i seguenti.
| Record                | Prestazione | Atleta                      | Data                                   | Competizione   |
| --------------------- | ----------- | --------------------------- | -------------------------------------- | -------------- |
| Record mondiale       | 43"03       | Wayde van Niekerk Sudafrica | 14 agosto 2016 Rio de Janeiro, Brasile | Olimpiadi 2016 |
| Record europeo        | 44"33       | Thomas Schönlebe Germania   | 3 settembre 1987 Roma, Italia          | Mondiali 1987  |
| Record dei campionati | 44"52       | Iwan Thomas Gran Bretagna   | 21 agosto 1998 Budapest, Ungheria      | Europei 1998   |

### Campione in carica
Il campione europeo in carica era:
| Campione | Atleta                             | Prestazione | Data                             | Competizione | Note |
| -------- | ---------------------------------- | ----------- | -------------------------------- | ------------ | ---- |
| Europeo  | Matthew Hudson-Smith Gran Bretagna | 44"78       | 10 agosto 2018 Berlino, Germania | Europei 2018 |      |

### La stagione
Prima di questa gara, gli atleti europei con le migliori tre prestazioni dell'anno erano:
| Pos. | Atleta                             | Prestazione | Data                                         |
| ---- | ---------------------------------- | ----------- | -------------------------------------------- |
| 1    | Matthew Hudson-Smith Gran Bretagna | 44"35       | 28 maggio 2022 Eugene, Stati Uniti d'America |
| 2    | Alessandro Sibilio Italia          | 45"08       | 18 giugno 2022 Nocera Inferiore, Italia      |
| 3    | Alex Haydock-Wilson Regno Unito    | 45"08       | 20 luglio 2022 Eugene, Stati Uniti d'America |

## Risultati

### Batterie
Le batterie si sono corse a partire dalle 19:00 del 15 agosto. I primi 3 di ogni batteria (Q) e i 3 tempi migliori tra gli esclusi (q) si qualificano alle semifinali.

#### Batteria 1
| Posizione | Corsia | Atleta           | Nazionalità | Tempo | Note                                     |
| --------- | ------ | ---------------- | ----------- | ----- | ---------------------------------------- |
| 1         | 8      | Lionel Spitz     | Svizzera    | 45"46 | Q,                                       |
| 2         | 6      | Patrik Šorm      | Rep. Ceca   | 45"66 | Q,                                       |
| 3         | 7      | Iñaki Cañal      | Spagna      | 45"83 | Q,                                       |
| 4         | 4      | Manuel Sanders   | Germania    | 46"21 |                                          |
| 5         | 5      | Lorenzo Benati   | Italia      | 46"26 |                                          |
| 6         | 3      | Danylo Danylenko | Ucraina     | 46"39 | Miglior prestazione personale stagionale |

#### Batteria 2
| Posizione | Corsia | Atleta            | Nazionalità | Tempo | Note                                     |
| --------- | ------ | ----------------- | ----------- | ----- | ---------------------------------------- |
| 1         | 5      | Davide Re         | Italia      | 45"26 | (.252), Q,                               |
| 2         | 7      | Ricky Petrucciani | Svizzera    | 45"26 | (.259), Q,                               |
| 3         | 8      | Boško Kijanović   | Serbia      | 45"75 | Q                                        |
| 4         | 3      | João Coelho       | Portogallo  | 45"78 | q                                        |
| 5         | 4      | Joseph Brier      | Regno Unito | 46"06 |                                          |
| 6         | 6      | Marvin Schlegel   | Germania    | 46"19 |                                          |
| 7         | 2      | Jochem Dobber     | Paesi Bassi | 46"36 | Miglior prestazione personale stagionale |

#### Batteria 3
| Posizione | Corsia | Atleta                    | Nazionalità | Tempo | Note                                     |
| --------- | ------ | ------------------------- | ----------- | ----- | ---------------------------------------- |
| 1         | 7      | Benjamin Lobo Vedel       | Danimarca   | 45"50 | Q, =                                     |
| 2         | 8      | Gilles Biron              | Francia     | 45"82 | Q                                        |
| 3         | 4      | Matěj Krsek               | Rep. Ceca   | 46"12 | Q                                        |
| 4         | 5      | Håvard Bentdal Ingvaldsen | Norvegia    | 46"18 | Miglior prestazione personale stagionale |
| 5         | 3      | Óscar Husillos            | Spagna      | 46"42 |                                          |
| 6         | 6      | Šimon Bujna               | Slovacchia  | 46"79 |                                          |

#### Batteria 4
| Posizione | Corsia | Atleta                  | Nazionalità | Tempo | Note |
| --------- | ------ | ----------------------- | ----------- | ----- | ---- |
| 1         | 3      | Thomas Jordier          | Francia     | 45"39 | Q,   |
| 2         | 7      | Patrick Schneider       | Germania    | 45"58 | Q    |
| 3         | 8      | Edoardo Scotti          | Italia      | 45"87 | Q    |
| 4         | 4      | Pavel Maslák            | Rep. Ceca   | 45"92 | q,   |
| 5         | 3      | Gustav Lundholm Nielsen | Danimarca   | 46"05 | q,   |
| 6         | 5      | Manuel Guijarro         | Spagna      | 46"18 |      |

### Semifinali
Le semifinali si sono corse a partire dalle 12:25 del 16 agosto. I primi 2 di ogni semifinale (Q) e i 2 tempi migliori tra gli esclusi (q) si qualificano alla finale.

#### Semifinale 1
| Posizione | Corsia | Atleta                  | Nazionalità   | Tempo | Note  |
| --------- | ------ | ----------------------- | ------------- | ----- | ----- |
| 1         | 5      | Matthew Hudson-Smith    | Gran Bretagna | 44"98 | Q,    |
| 2         | 3      | Ricky Petrucciani       | Svizzera      | 45"55 | Q     |
| 3         | 8      | João Coelho             | Portogallo    | 45"64 |       |
| 4         | 2      | Patrik Šorm             | Rep. Ceca     | 45"66 |       |
| 5         | 4      | Christopher O'Donnell   | Irlanda       | 45"73 | [ 5 ] |
| 6         | 6      | Alexander Doom          | Belgio        | 45"77 | [ 5 ] |
| 7         | 7      | Boško Kijanović         | Serbia        | 45"88 |       |
| 8         | 1      | Gustav Lundholm Nielsen | Danimarca     | 46"30 |       |

#### Semifinale 2
| Posizione | Corsia | Atleta              | Nazionalità   | Tempo | Note  |
| --------- | ------ | ------------------- | ------------- | ----- | ----- |
| 1         | 4      | Thomas Jordier      | Francia       | 45"37 | Q,    |
| 2         | 5      | Alex Haydock-Wilson | Gran Bretagna | 45"45 | Q,    |
| 3         | 3      | Karol Zalewski      | Polonia       | 45"52 | q,    |
| 4         | 7      | Lionel Spitz        | Svizzera      | 45"56 | q     |
| 5         | 8      | Matěj Krsek         | Rep. Ceca     | 45"92 |       |
| 5         | 1      | Iñaki Cañal         | Spagna        | 46"10 |       |
| 7         | 2      | Edoardo Scotti      | Italia        | 46"49 |       |
| -         | 6      | Kevin Borlée        | Belgio        | dnf   | [ 5 ] |

#### Semifinale 3
| Posizione | Corsia | Atleta              | Nazionalità | Tempo | Note     |
| --------- | ------ | ------------------- | ----------- | ----- | -------- |
| 1         | 6      | Liemarvin Bonevacia | Paesi Bassi | 45"40 | Q,       |
| 2         | 3      | Dylan Borlée        | Belgio      | 45"67 | Q,       |
| 3         | 1      | Gilles Biron        | Francia     | 45"75 |          |
| 4         | 7      | Patrick Schneider   | Germania    | 45"92 | TR16.5.3 |
| 5         | 4      | Davide Re           | Italia      | 46"02 |          |
| 6         | 2      | Pavel Maslák        | Rep. Ceca   | 46"36 |          |
| 7         | 5      | Mihai Sorin Dringo  | Romania     | 47"06 | [ 5 ]    |
| -         | 8      | Benjamin Lobo Vedel | Danimarca   | dnf   |          |

### Finale
La finale si è disputata alle 21:43 del 17 agosto.
| Posizione | Corsia | Atleta               | Nazionalità   | Tempo | Note                                     |
| --------- | ------ | -------------------- | ------------- | ----- | ---------------------------------------- |
| Oro       | 4      | Matthew Hudson-Smith | Gran Bretagna | 44"53 |                                          |
| Argento   | 8      | Ricky Petrucciani    | Svizzera      | 45"03 | Miglior prestazione personale stagionale |
| Bronzo    | 6      | Alex Haydock-Wilson  | Gran Bretagna | 45"17 | (.161)                                   |
| 4         | 5      | Liemarvin Bonevacia  | Paesi Bassi   | 45"17 | (.169),                                  |
| 5         | 7      | Dylan Borlée         | Belgio        | 45"39 |                                          |
| 6         | 1      | Karol Zalewski       | Polonia       | 45"62 |                                          |
| 7         | 2      | Lionel Spitz         | Svizzera      | 45"66 |                                          |
| 8         | 3      | Thomas Jordier       | Francia       | 45"67 |                                          |